# Tmarus locketi
Tmarus locketi är en spindelart som beskrevs av Jacques Millot 1942. Tmarus locketi ingår i släktet Tmarus och familjen krabbspindlar. Utöver nominatformen finns också underarten T. l. djuguensis.